# Воробьёвский сельсовет (Солнцевский район)
Воробьёвский сельсове́т — упразднённая административно-территориальная единица (сельсовет) в Солнцевском районе Курской области.
Административный центр — село Воробьёвка.
Законом Курской области от 15 августа 1996 года № 6-ЗКО на территории Воробьёвского сельсовета образовано муниципальное образование Воробьёвский сельсовет.
Законом Курской области от 21 октября 2004 года № 48-ЗКО (в ходе муниципальной реформы 2006 года) муниципальное образование Воробьёвский сельсовет наделено статусом сельского поселения.
Законом Курской области от 26 апреля 2010 года № 26-ЗКО муниципальное образование Шумаковский сельсовет, муниципальное образование Воробьёвский сельсовет и Плосковский сельсовет были преобразованы путём объединения в муниципальное образование Шумаковский сельсовет.

## Населённые пункты
В состав сельсовета входят:
- с. Воробьёвка
- х. Малиновка
- д. Отрадное
- д. Семеновка
- х. Семибратский
- х. Толстоплотаво